# Siegfried Saloman
Siegfried Saloman, ursprungligen Salomon, född 2 oktober 1816 i Tønder, Schleswig, död 22 juli 1899 på Dalarö, var en dansk violinist och tonsättare.

## Biografi
Siegfried Saloman var son till Isak Saloman och Veilchen Geskel samt bror till konstnären Geskel Saloman. Han gifte sig 1850 i Berlin med sångerskan Henriette Nissen-Saloman, med vilken han hade dottern Fanny Saloman.
Han studerade fiol i Köpenhamn, bland annat för J.P.E. Hartmann. År 1838 begav han sig med statsstipendium till Tyskland och studerade komposition för Friedrich Schneider i Dessau samt violin för Karol Lipiński i Dresden. Han var lärare i Köpenhamn, Tyskland och S:t Petersburg. Tillsammans med hustrun företog han omfattande konsertresor i Europa. Efter hennes död var han bosatt i Stockholm. 
Saloman invaldes den 14 juni 1850 som utländsk ledamot nr 100 av Kungliga Musikaliska Akademien.
1870 tilldelades han Litteris et Artibus.

## Verk
- Tordenskjold i Dynekilen, sångspel i tre akter uruppfört den 23 maj 1844 i på Det Kongelige Teater i Köpenhamn
- Diamantkorset, sångspel i 3 akter uruppfört den 20 mars 1847 i på Det Kongelige Teater i Köpenhamn
- De skandinaviske Brødre, skådespel i fem akter uruppfört den 13 juni 1844 i på Det Kongelige Teater i Köpenhamn
- Karpaternas ros, uruppförd i Moskva den 7 januari 1868, och framförd i Stockholm 1881
- Flyktingen från Estrella
- I Bretagne, uppförd 1898 i Stockholm
- Led vid lifvet